# 范欽

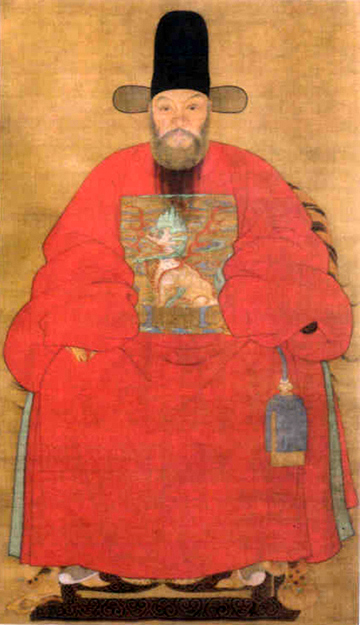
范欽

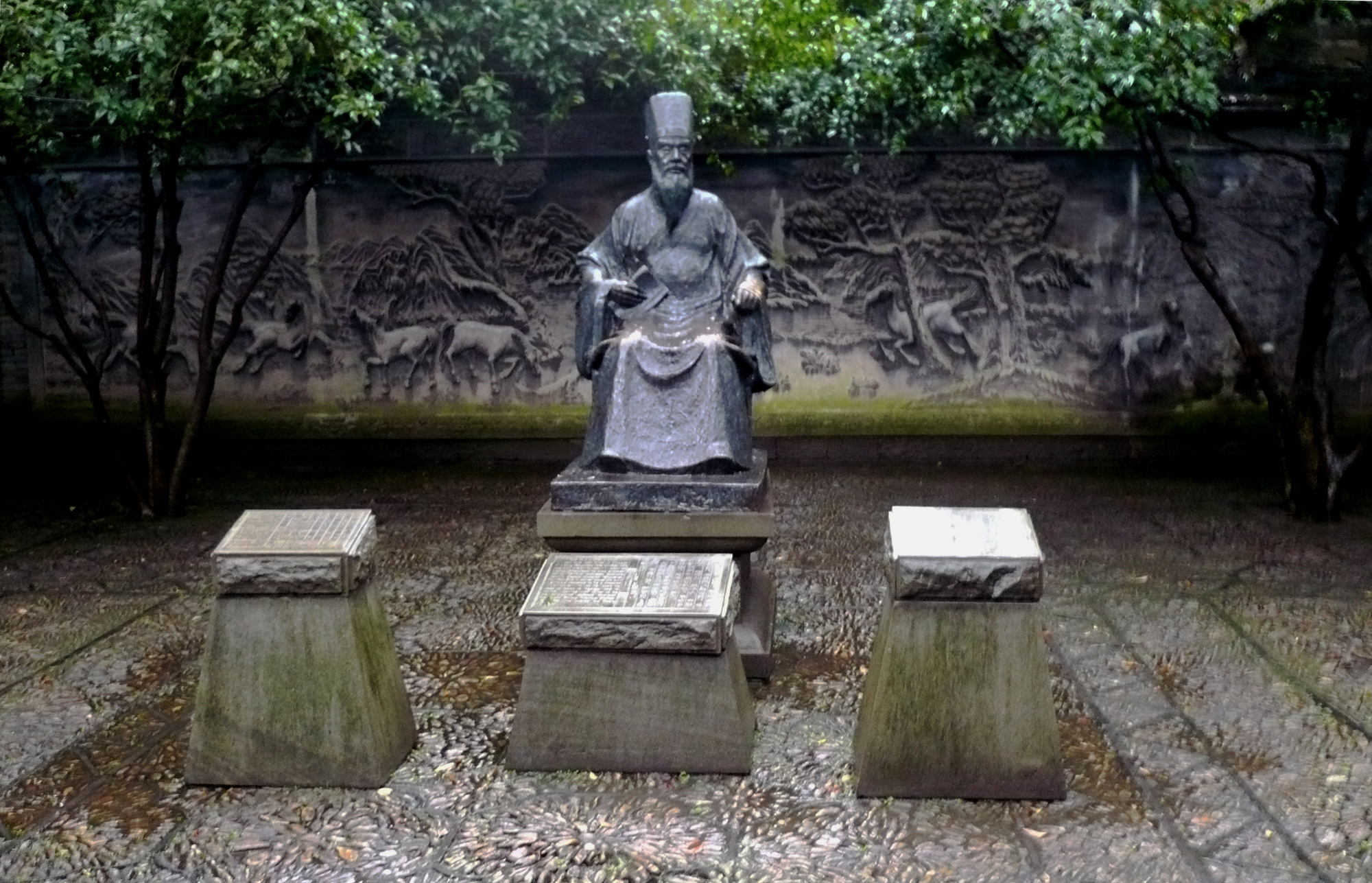
范欽像

范 欽（はん きん、1505年（正徳元年） - 1585年（万暦13年））は、中国明の官僚・学者。字は堯卿、号は東明。寧波府鄞県（現在の浙江省寧波市海曙区）の出身。
嘉靖11年（1532年）の進士。兵部右侍郎にまで進んだ。
范欽は蔵書を好んでおこない、天一閣を建設した。現存する中国最古の書庫である。